# Estádio Municipal Olímpico Albino Turbay
O Estádio Municipal Olímpico Albino Turbay, ou simplesmente Olímpico, é um estádio de futebol localizado na cidade de Cianorte, no estado do Paraná. É de propriedade da Prefeitura Municipal de Cianorte e já recebeu a fase final dos Jogos da Juventude, em 2008. 

## História
Foi inaugurado em abril de 1958, tem capacidade para 4.000 lugares (a capacidade operacional liberada conforme CNEF/CBF 2016 é de 2.254 torcedores). Para o Campeonato Paranaense de Futebol de 2004, a prefeitura, proprietária do estádio, providenciou uma arquibancada de estrutura metálica e assim, o estádio chegou a comportar sete mil torcedores. 
O Cianorte Futebol Clube, que disputa o Campeonato Paranaense de Futebol, manda seus jogos no estádio e outrora, já foi a casa do C.A.F.E., clube extinto e que pertencia a cidade.